# Przygody Bolka i Lolka
Przygody Bolka i Lolka – polski serial animowany dla dzieci wyprodukowany w latach 1972–1980 w Studiu Filmów Rysunkowych w Bielsku-Białej. Jest to piąty cykl o przygodach Bolka i Lolka. Początkowo seria miała składać się z 52 odcinków zaplanowanych po jednym na każdy tydzień roku, po trzynaście odcinków odpowiadających każdej porze roku. W serii tej Władysław Nehrebecki zdecydował się też wprowadzić trzeciego bohatera – Tolę. Według Nehrebeckiego Tola to postać, która „nie pozwoli sobie dmuchać w kaszę, a w szukaniu guza nie ustąpi obu urwisom”. Tola swój udział rozpoczęła w odc. 4 (pt. Tola). W czołówce serii, podobnie jak w czołówce serii „Bolek i Lolek na Dzikim Zachodzie” pojawia się logo Orderu Uśmiechu będące swoistym podpisem Władysława Nehrebeckiego, jednego z pierwszych kawalerów Orderu.
W 2019 roku serial został poddany cyfrowej rekonstrukcji. Kilka odcinków serialu udostępnionych na platformie streamingowej 35mm.online.

## Opis fabuły
Serial opowiada o kolejnych perypetiach dwóch chłopców oraz dziewczynki – Bolka i Lolka oraz Toli, którzy przeżywają niesamowite przygody, od pieszych wypraw, przez wycieczki rowerowe oraz samochodowe, aż po rejsy statkiem.

## Spis odcinków
1. Chory ząb – reż. Stanisław Dülz
2. Deszczowe wakacje – reż. Bronisław Zeman
3. Psiaczek – reż. Wacław Wajser
4. Tola – reż. Józef Ćwiertnia
5. Biwak – reż. Stanisław Dülz
6. Wycieczka w góry – reż. Wacław Wajser
7. Nad jeziorem – reż. Wacław Wajser
8. Kruk – reż. Stanisław Dülz
9. W puszczy – reż. Zdzisław Kudła
10. Wycieczka samochodem – reż. Stanisław Dülz
11. Sierpniowa wędrówka – reż. Wacław Wajser
12. Zimowe igraszki – reż. Zdzisław Kudła
13. Zdobywcy przestworzy – reż. Stanisław Dülz
14. Małpka – reż. Wacław Wajser
15. Zimowe zawody – reż. Franciszek Pyter
16. Śniadanie na biwaku – reż. Edward Wątor i Romuald Kłys
17. Imieniny Toli – reż. Edward Wątor
18. Pali się – reż. Wacław Wajser
19. Tajemnica Toli – reż. Władysław Nehrebecki
20. Zielone ścieżki – reż. Franciszek Pyter
21. Kanarek – reż. Władysław Nehrebecki
22. Podwodna wycieczka – reż. Stanisław Dülz
23. Bieg na przełaj – reż. Wacław Wajser
24. Wakacje na wsi – reż. Zdzisław Kudła
25. Tresowany piesek – reż. Władysław Nehrebecki
26. Przygoda na dwóch kółkach – reż. Edward Wątor i Romuald Kłys
27. Na żaglówce – reż. Wacław Wajser
28. Zgubiony ślad – reż. Edward Wątor
29. Źrebak – reż. Stanisław Dülz
30. Wielki mecz – reż. Józef Byrdy
31. Bocian – reż. Wacław Wajser
32. Przyjaciele bobrów – reż. Edward Wątor, Romuald Kłys
33. Wycieczka kajakiem – reż. Edward Wątor, Romuald Kłys
34. Tajemniczy plan – reż. Wacław Wajser
35. Fotoreporter – reż. Edward Wątor i Romuald Kłys
36. Zawody latawców – reż. Wacław Wajser
37. Wagary – reż. Romuald Kłys
38. Sarenka – reż. Wacław Wajser
39. Harcerska warta – reż. Ryszard Lepióra
40. Muzykanci – reż. Eugeniusz Kotowski
41. Wakacje nad morzem – reż. Romuald Kłys
42. Mali ogrodnicy – reż. Ryszard Lepióra
43. Zmylony trop – reż. Romuald Kłys
44. Kowboj i Indianie – reż. Romuald Kłys
45. Zabawa w chowanego – reż. Jan Hoder
46. Wakacyjne szlaki – reż. Ryszard Lepióra
47. Wędrowny cyrk – reż. Józef Byrdy
48. Wiosenne porządki – reż. Edward Wątor
49. Pocztowy gołąb – reż. Romuald Kłys
50. Lotnia – reż. Wacław Wajser
51. Morska wyprawa – reż. Stanisław Dülz
52. Prima aprilis – reż. Edward Wątor
53. Wiosenna burza – reż. Wacław Wajser
54. Byczek – reż. Ryszard Lepióra
55. Cygański wóz – reż. Romuald Kłys
56. Imieniny mamy – reż. Wacław Wajser
57. Czarna bandera – reż. Józef Byrdy
58. Poduszkowiec – reż. Ryszard Lepióra
59. Wycieczka z robotem – reż. Józef Ćwiertnia
60. Lolek lunatyk – reż. Eugeniusz Kotowski
61. Lotnicza przygoda – reż. Stanisław Dülz
62. Zaginął piesek – reż. Wacław Wajser
63. Chrzest na równiku – reż. Eugeniusz Kotowski

## Lista reżyserów
Serial ten był kręcony przez 13 reżyserów pracujących pod nadzorem autora serii – Władysława Nehrebeckiego. Poniżej jest przedstawiona w kolejności alfabetycznej lista twórców odcinków (w nawiasach podana jest liczba kręconych przez nich epizodów):
- Józef Byrdy (3)
- Józef Ćwiertnia (2)
- Stanisław Dülz (9)
- Jan Hoder (1)
- Romuald Kłys (11, w tym 5 z Edwardem Wątorem)
- Eugeniusz Kotowski (3)
- Zdzisław Kudła (3)
- Ryszard Lepióra (4)
- Władysław Nehrebecki (3)
- Franciszek Pyter (2)
- Wacław Wajser (15)
- Edward Wątor (8, w tym 5 z Romualdem Kłysem)
- Bronisław Zeman (1)